# Ondaine
Ondaine – rzeka we Francji, przepływająca przez teren departamentu Loara, o długości 18,6 km. Stanowi prawy dopływ rzeki Loary.